# Myrinet
Myrinet (norme ANSI/VITA 26-1998) est un protocole réseau haute-vitesse conçu par Myricom, afin d'être utilisé comme système d'interconnexion de plusieurs machines formant une grappe (ou cluster). Myrinet cause beaucoup moins de charge réseau consacré à son propre protocole de communication que des protocoles plus utilisés tels qu'Ethernet, et dès lors propose un débit binaire plus important, moins d'interférences et moins de latence quand il utilise le processeur système. Bien qu'il puisse être utilisé comme un protocole réseau traditionnel, Myrinet est souvent utilisé de manière directe par des programmes qui savent l'utiliser directement, annulant ainsi le besoin d'appels systèmes.
Physiquement, Myrinet fonctionne avec deux câbles en fibre optique, une pour l'envoi de donnée, et l'autre pour la réception, chacun connectés à une machine via un unique connecteur. Les machines en question sont reliées les unes aux autres via des routeurs et des commutateurs réseau à faible latence (les machines ne sont donc pas directement connectées les unes aux autres). Myrinet propose en outre quelques fonctionnalités améliorant la tolérance aux erreurs, principalement gérées par les commutateurs réseau. Ces fonctionnalités incluent le contrôle de flux, le contrôle d'erreur, et la surveillance d'état de chaque connexion physique. La quatrième et dernière version de Myrinet, également appelée Myri-10G, supporte un débit de 10 Gb/s et est interopérable du point de vue physique avec la norme Ethernet 10 Gb/s (câbles, connecteurs, distance, type de signal). Myri-10G est disponible depuis la fin 2006.

## Performance
Myrinet est un protocole léger avec peu de surcharge, ce qui lui permet de proposer un débit réel proche du débit maximal que peut offrir la connexion physique sous-jacente. Sur les derniers liens 2 Gb/s, Myrinet soutient régulièrement le débit de 1,98 Gb/s, ce qui est considérablement meilleur que ce que peut proposer l'Ethernet, dont le débit varie de 0,6 à 1,9 Gb/s, selon la charge. Cependant, pour les supercalculateurs, la faible latence de Myrinet est encore plus importante que son débit, vu que, en accord avec la loi d'Amdahl, les performances de calcul d'un système parallèle haute-performance sont souvent amoindries de par son processus le plus lent, qui est souvent la latence impliquée par le protocole d'échange de données via réseau.

## Déploiement
D'après Myricom, 141 supercalculateurs parmi les 500 du TOP500 de juin 2005 (soit 28,2 %) utilisaient la technologie Myrinet. En novembre 2005, ce nombre est descendu à 101 ordinateurs, soit 20,2 %, et 87 machines en juin 2006, 79 en novembre 2006, 46 en juin 2007, largement derrière l'Ethernet Gigabit (41,2 %) et l'Infiniband (25,6 %).